# Federação Portuguesa de Atletismo
La Federação Portuguesa de Atletismo (FPA) è la massima federazione sportiva che si occupa dell'atletica leggera in Portogallo.

## Consiglio federale
- Presidente:
  - Fernando Manuel Serrador Fonseca da Mota
- Vice presidenti:
  - Fernando Manuel Marques Boquinhas
  - Alberto António Rodrigues Coelho
  - José Paulo Andrade Moreira
  - Vitor Manuel Serrador Fonseca da Mota
  - Jorge António de Campos Vieira
- Segretario generale:
  - Jorge de Castro Salcedo Fernandes
- Tesoriere:
  - Samuel da Silva Lopes
- Consiglieri:
  - Carlos Lineu Cerqueira Miranda, Norberto de Sousa Correia, Maria da Graça Regales Paula Franco, Fernando Ribeiro Fernandes, Maria Isabel Baptista Trigo Mira, Susana Paula de Jesus Feitor

## Partner ufficiali
- Adidas
- Kinder
- Derovo Group
- RICOH